# Antoni Colombí Payet
Antoni Colombí Payet (Tossa, 12 de juny de 1749 — Sant Petersburg, 28 de març [16 de març segons el CJ] de 1811) va ser un comerciant català i primer cònsol general d'Espanya a 
Rússia.

## Biografia
Fill d'una família de comerciants tossencs, el 1773 arribà a Sant Petersburg enviat per la companyia comercial barcelonina Francesc de Milans&C. Un cop aquesta es retirà de la capital russa, Colombí restà a Sant Petersburg com a comerciant pel seu propi compte. A causa dels serveis prestats a la corona espanyola durant la guerra contra Anglaterra (1775-1783) subministrant diferents materials navals a la flota espanyola des de Rússia i pel fet que era l'únic comerciant peninsular que havia aconseguit mantenir un negoci en aquella capital, el 1785 fou nomenat primer Cònsol General d'Espanya a Rússia. Aquest càrrec el compaginà amb la seva activitat comercial i un temps després de la seva mort (1811), el seu germà Francesc, també establert a Sant Petersburg, continuà exercint les mateixes funcions.
Antoni Colombí es casà el 1808 amb la baronessa Maria de Bode Kinnersley. D'aquest matrimoni en nasqué una filla, Maria Gertrudis, que inicià el llinatge dels comtes de Colombí, existent fins a l'actualitat.